# Civil War Museum
Le Civil War Museum est un petit musée d'histoire militaire américain à Harpers Ferry, dans le comté de Jefferson, en Virginie-Occidentale. Situé dans un bâtiment d'High Street protégé au sein de l'Harpers Ferry National Historical Park, il est géré par le National Park Service. Il traite de la guerre de Sécession.